# 트란실바니아 작센인

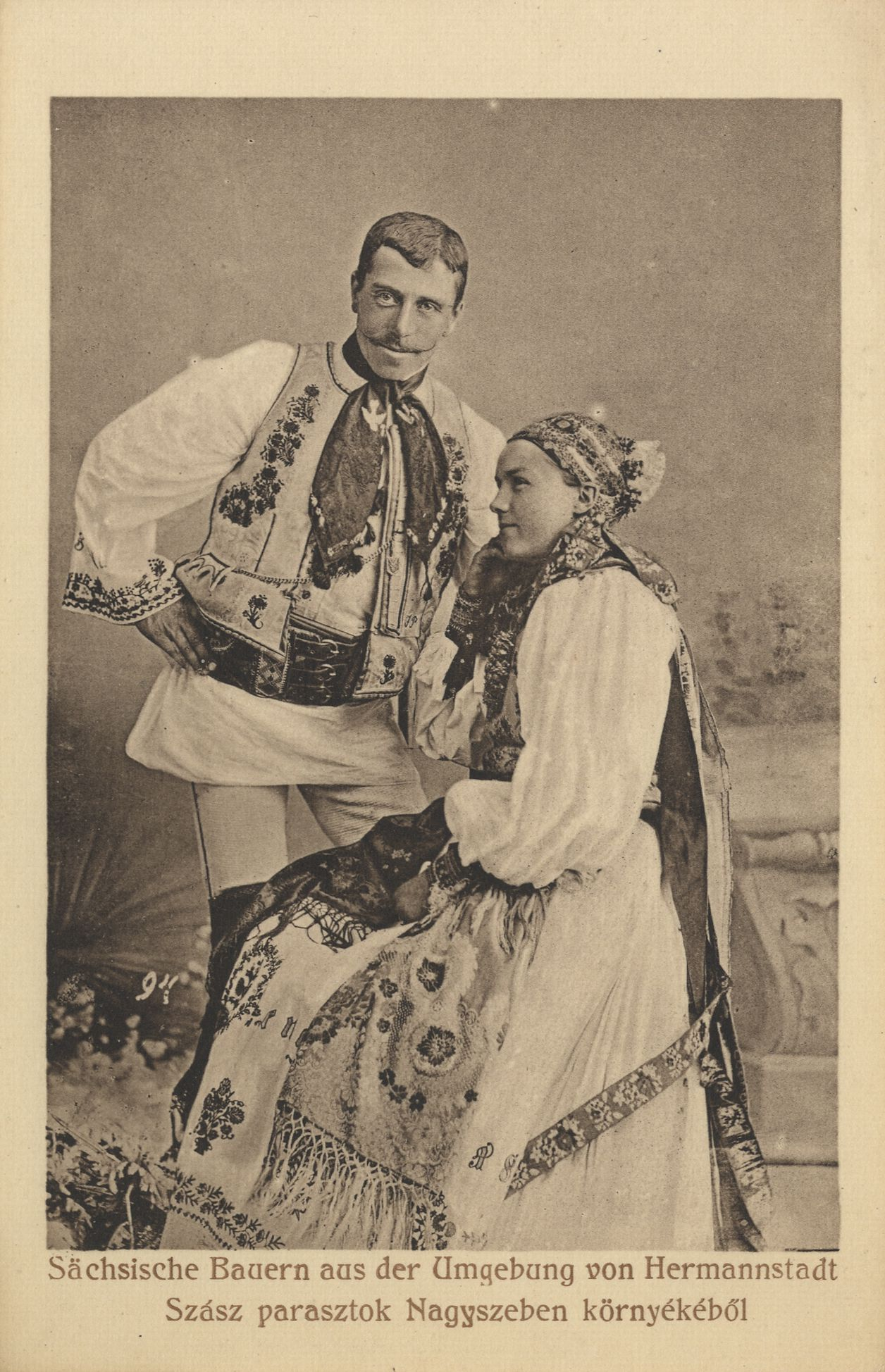
트란실바니아 작센인 전통 의상을 입은 남녀의 모습 (20세기 초반 루마니아 시비우에서 촬영)

트란실바니아 작센인(독일어: Siebenbürger Sachsen, 헝가리어: Erdélyi szászok, 루마니아어: Saşi)은 12세기 이후부터 트란실바니아(독일어: Siebenbürgen)로 이주한 독일인을 가리킨다.

## 개요

1918년 당시의 트란실바니아 지도. 회색 부분은 트란실바니아 독일인 정착지이다.

독일인의 트란실바니아 식민은 헝가리 왕국의 국왕이었던 게저 2세에 의해 시작되었다. 독일인 이주자에게 주어진 주요 의무는 헝가리 왕국의 남동부 국경 지대 방어였다.
독일인의 트란실바니아 식민은 13세기 말까지 계속되었다. 트란실바니아 식민을 통해 유입된 독일인은 신성 로마 제국 서부 출신이 대부분이었다. 이들은 프랑켄 방언(아헨, 쾰른, 트리어 주변)을 구사했지만 그들의 집단을 작센인이라고 불렀다. 작센인은 역사적으로 트란실바니아의 헝가리인 귀족, 세케이인과 함께 특권 계급으로 분류되었다.
트란실바니아 작센인 인구는 제2차 세계 대전에 접어들면서 감소했다. 작센인 대부분은 독일로 이주했지만 몇몇 작센인들은 헝가리, 루마니아의 소수 민족으로 남아 있다.

## 19세기부터 20세기까지의 인구
- 1880년: 211,748명
- 1890년: 217,640명
- 1900년: 233,019명
- 1910년: 234,085명
- 1930년: 745,421명
- 1956년: 384,708명
- 1977년: 359,109명
- 1992년: 119,462명
- 2002년: 60,088명

## 트란실바니아 작센인 출신 유명인
- 헤르만 오베르트
- 클라우스 이오하니스

## 같이 보기
- 독일인
- 독일계 루마니아인
- 독일인의 도피 및 추방 (1944년-1950년)